# 27 mars en sport
27 février 27 avril
Chronologies thématiques
- Croisades
- Ferroviaires
- Disney

Le 27 mars (86e jour de l'année ou 87e en cas d'année bissextile) en sport.

## Événements

### XIXesiècle
- 1856 :
  - (Cricket) : premier match inter-états au Melbourne Cricket Ground en Australie entre la Nouvelle-Galles-du-Sud et Victoria. La Nouvelle-Galles-du-Sud s'impose par trois wickets[1].
- 1858 :
  - (Aviron) : The Boat Race entre les équipes universitaires d'Oxford et de Cambridge. Cambridge s'impose[2].
- 1871 :
  - (Rugby à XV) : premier match international de rugby à XV entre l’Angleterre et l’Écosse. L’Écosse s’impose devant 4 000 spectateurs[3].
- 1889 :
  - (Hockey sur glace /AHAC) : le Montreal Hockey Club bat Victorias de Montréal 6-1 dans le dernier défi de la saison pour remporter le championnat de l'AHAC.
- 1898 :
  - (Football) : finale de la 2e édition de la Coupe Manier de Football : Club français bat Paris Star 10-0.
  - (Hurling) : finale du 9e championnat d’Irlande de Hurling : Tipperary bat Dublin.

### XXesièclede1901à1950
- 1904 :
  - (Football) : Genoa champion d’Italie de football.
- 1937 :
  - (Football) : inauguration du stade de Feyenoord.
- 1942 :
  - (Boxe) : Joe Louis bat Abe Simon par K.O. au 6e round à New York lors d'un championnat du monde.
- 1949 :
  - (Sport automobile) : Grand Prix automobile de Rio de Janeiro.

### XXesièclede1951à2000
- 1978 :
  - (Rallye automobile) : arrivée du Rallye Safari.
- 1983 :
  - (Formule 1) : Grand Prix automobile de la côte ouest des États-Unis.
- 1994 :
  - (Formule 1) : Grand Prix automobile du Brésil.

### XXIesiècle
- 2004 :
  - (Rugby à XV) : Tournoi des Six Nations - Grand Chelem pour le XV de France.
- 2005 :
  - (Volley-ball) : le Tours Volley-Ball remporte la Ligue des champions.
- 2008 :
  - (Natation) : en demi-finale du 50 mètres nage libre des Championnats d'Australie, disputés à Sydney, Eamon Sullivan, avec un temps de 21" 41, améliore de 9 centièmes le record du monde de la spécialité établi la semaine précédente à Eindhoven, lors des Championnats d'Europe, par le Français Alain Bernard (21" 50).
- 2011 :
  - (Formule 1) : Grand Prix d'Australie.
- 2016 :
  - (Cyclisme sur route /UCI World Tour) :
    - sur la 78e édition de Gand-Wevelgem, victoire du Slovaque Peter Sagan devant le Belge Sep Vanmarcke et du Russe Viatcheslav Kouznetsov. La course est marquée par l'accident mortel du Belge Antoine Demoitié[4].
    - sur la 98e édition du Tour de Catalogne, victoire du colombien Nairo Quintana devant l'Espagnol Alberto Contador et l'Irlandais Daniel Martin.

## Naissances

### XIXesiècle
- 1874 :
  - Jean Cau, rameur français. Champion olympique en quatre avec barreur aux Jeux de Paris 1900. († ? 1921).
- 1877 :
  - Oscar Grégoire, poloïste et nageur belge. Médaillé d'argent du water-polo aux Jeux de Paris et aux Jeux de Londres 1908 puis médaillé de bronze aux Jeux de Stockholm 1912. († ? 1947).
- 1887 :
  - Väinö Siikaniemi, athlète de lancers finlandais. Médaillé d'argent du javelot à 2 mains aux Jeux de Stockholm 1912. († 24 août 1932).

### XXesièclede1901à1950
- 1928 :
  - Jean Dotto, cycliste sur route français. Vainqueur du Tour d'Espagne 1955. († 20 février 2000).
- 1939 :
  - Cale Yarborough, pilote de courses automobile américain. († 31 décembre 2023).
- 1940 :
  - Sandro Munari, pilote de rallyes automobile italien. Champion du monde des rallyes 1977. (7 victoires en rallye).
- 1946 :
  - Joseph Navarro, joueur de rugby à XV français. († 13 décembre 2011).

### XXesièclede1951à2000
- 1950 :
  - Anton Ondruš, footballeur tchécoslovaque puis slovaque. Champion d'Europe de football 1976. (58 sélections avec l'équipe de Tchécoslovaquie).
  - Terry Yorath, footballeur puis entraîneur gallois. (59 sélections en équipe nationale). Sélectionneur de l'équipe du pays de Galles de 1988 à 1993 puis de l'équipe du Liban de 1995 à 1997.
- 1953 :
  - Annemarie Moser-Pröll, skieuse alpine autrichienne. Médaillé d'argent de la descente et du géant aux Jeux de Sapporo 1972 puis championne olympique de la descente aux Jeux de Lake Placid 1980. Championne du monde de ski alpin de la descente 1974 puis championne du monde de ski alpin de la descente et du combiné 1978.
- 1954 :
  - Erwin Albert, footballeur puis entraîneur allemand.
- 1955 :
  - Christian Sarron, pilote de vitesse moto français. Champion du monde de vitesse moto 250 cm3 1984. Vainqueur du Bol d'or 1994. (7 victoires en Grand Prix).
- 1960 :
  - Hans Pflügler, footballeur allemand. Champion du monde de football 1990. (11 sélections en équipe nationale).
- 1961 :
  - Ellery Hanley, joueur de rugby à XIII puis entraîneur anglais.
  - Tony Rominger, cycliste sur route suisse. Vainqueur des Tours d'Espagne 1992, 1993 et 1994, et du Tour d'Italie 1995, des Tours de Lombardie 1989 et 1992, des Tours de Romandie 1991 et 1995.
- 1963 :
  - Cory Blackwell, basketteur américain.
  - Randall Cunningham, joueur de foot U.S. américain.
  - Franck Pineau, cycliste sur route français.
  - Gary Stevens, footballeur anglais. Vainqueur de la Coupe d'Europe des vainqueurs de coupe 1985. (46 sélections en équipe nationale).
- 1965 :
  - Gregor Foitek, pilote de courses automobile suisse.
- 1969 :
  - Stéphane Morin, hockeyeur sur glace canadien. († 6 octobre 1998).
- 1970 :
  - Derek Aucoin, joueur de baseball canadien.
  - Matt Steigenga, basketteur américain.
- 1971 :
  - John Best, basketteur américain.
  - David Coulthard, pilote de F1 britannique. (13 victoires en Grand Prix).
- 1972 :
  - Jimmy Floyd Hasselbaink, footballeur puis entraîneur néerlandais et surinamien. (23 sélections en équipe nationale).
  - Kieran Modra, athlète, nageur et coureur cycliste handisport australien. Médaillé de bronze du 100m C3 dos et 200m B3 dos aux Jeux de Barcelone 1992, champion paralympique du tandem mixte sur 200m open aux Jeux de d'Atlanta 1996, champion paralympique de la poursuite en tandem B1–3 et du sprint tandem B1–3 puis médaillé de bronze en tandem B1–3, en contre-la-montre sur route aux Jeux d'Athènes 2004, champion paralympique de la poursuite individuelle (B & VI 1-3) et médaillé de bronze du contre-la-montre de 1 km (B & VI 1-3) aux Jeux de Pékin 2008, champion paralympique de la poursuite individuelle B aux Jeux de Londres 2012 puis médaillé de bronze du contre-la-montre masculin catégorie B sur route aux Jeux de Rio 2016. († 13 novembre 2019).
- 1974 :
  - Gaizka Mendieta, footballeur espagnol. (40 sélections en équipe nationale).
  - Ronald Thomas, footballeur puis entraîneur français.
  - Stéphane Trévisan, footballeur français.
- 1975 :
  - Katsuaki Fujiwara, pilote de vitesse moto japonais. (6 victoires en Grand Prix).
- 1978 :
  - Amélie Cocheteux, joueuse de tennis française.
- 1979 :
  - Michael Cuddyer, joueur de baseball américain.
- 1984 :
  - Adam Ashley-Cooper, joueur de rugby à XV australien. Vainqueur du Tri-nations 2011 et de The Rugby Championship 2015. (117 sélections en équipe nationale).
  - Ben Franks, joueur de rugby à XV néo-zélandais. Champion du monde de rugby à XV 2011 et 2015. Vainqueur du Tri-nations 2010 puis des The Rugby Championship 2012, 2013 et 2014. (47 sélections en équipe nationale).
  - Benson Seurei, athlète de demi-fond kényan puis bahreïni.
- 1985 :
  - Dustin Byfuglien, hockeyeur sur glace américain.
  - Guillaume Joli, handballeur puis entraîneur français. Champion olympique aux Jeux de Londres 2012. Champion du monde de handball 2009, 2011 et 2015. Champion d'Europe de handball 2010 et 2014. (118 sélections en équipe de France).
  - Marco Schneuwly, footballeur suisse.
- 1986 :
  - Ivan Čupić, handballeur croate. Médaillé de bronze aux Jeux de Londres 2012. Vainqueur des Ligue des champions 2016 et 2017. (125 sélections en équipe nationale).
  - Manuel Neuer, footballeur allemand. Champion du monde de football 2014. Vainqueur de la Ligue des champions 2013. (86 sélections en équipe nationale).
  - Phil Quaife, pilote de course automobile d'endurance britannique.
- 1987 :
  - Samuel Francis, athlète de sprint nigérian puis qatari. Champion d'Asie d'athlétisme du 100 m et médaillé d'argent du relais 4 × 100 m 2007.
  - Jérémy Grimm, footballeur français.
  - Victor Vito, joueur de rugby à XV néo-zélandais. Champion du monde de rugby à XV 2011 et 2015. Vainqueur des Tri-nations 2010 et 2012. (33 sélections en équipe nationale).
- 1988 :
  - Mauro Goicoechea, footballeur italo-uruguayen.
  - Buster Posey, joueur de baseball américain.
- 1989 :
  - Nana Attakora-Gyan, footballeur canadien. (11 sélections en équipe nationale).
  - Makrem Ben Romdhane, basketteur tunisien. Champion d'Afrique de basket-ball 2011 et 2017. Vainqueur de la Coupe d’Afrique des clubs champions 2011.
  - Sofiane Guitoune, joueur de rugby à XV et à sept français. (5 sélections en Équipe de France de rugby à XV et 11 avec l'Équipe de France de rugby à sept).
  - Diego Rosa, cycliste sur route italien.
- 1990 :
  - Amir Abrashi, footballeur albano-kosovare-suisse. (29 sélections avec l'équipe d'Albanie).
  - Ben Hunt, joueur de rugby à XIII australien. Champion du monde de rugby à XIII. (6 sélections en équipe nationale).
  - Michelle Karvinen, hockeyeuse sur glace finlandaise. Médaillée de bronze aux Jeux de Vancouver 2010.
  - Nicolas Nkoulou, footballeur camerounais. Champion d'Afrique de football 2017. (75 sélections en équipe nationale).
  - Henry Sims, basketteur américain.
- 1991 :
  - Megan Bozek, hockeyeuse sur glace américaine. Médaillée d'argent aux Jeux de Sotchi 2014.
  - Aude Biannic, cycliste sur route et sur piste française.
  - Josh Selby, basketteur américain.
- 1992 :
  - Marc Muniesa, footballeur espagnol.
  - Simona Kóšová, volleyeuse puis dirigeante sportive slovaque. (36 sélections en équipe nationale).
- 1993 :
  - Ulysse Adjagba, basketteur français.
  - Ángel Trinidad, volleyeur espagnol. (18 sélections en équipe nationale).
- 1994 :
  - Yoan Cardinale, footballeur français.
  - Cédric Di Dio Balsamo, hockeyeur sur glace français.
- 1995 :
  - Bill Tuiloma, footballeur néo-zélandais. Champion d'Océanie 2016. (21 sélections en équipe nationale).
  - Zaur Uguyev, lutteur russe. Champion du monde de lutte des -57 kg 2018.
- 1997 :
  - Esther Okoronkwo, footballeuse nigériane. (7 sélections en équipe nationale).
- 2000 :
  - Miguel Baeza, footballeur espagnol.
  - Rose Bernadou, joueuse de rugby à XV française. (3 sélections en équipe de France).
  - Jaylin Lindsey, footballeur américain.

### XXIesiècle
- 2001 :
  - Tyler Kolek, basketteur américain.
- 2002 :
  - Matthias Braunöder, footballeur autrichien.
- 2003 :
  - Diego Gómez, footballeur paraguayen.

## Décès

### XXesièclede1901à1950
- 1915 :
  - Marty Walsh, 31 ans, hockeyeur sur glace canadien. (° 16 octobre 1883).
- 1918 :
  - Martin Sheridan, 36 ans, athlète de lancers et de sauts américain. Champion olympique du disque aux Jeux de Saint-Louis 1904 puis champion olympique du disque et du disque grec puis médaillé de bronze du saut en longueur sans élan aux Jeux de Londres 1908. (° 28 mars 1881).
- 1926 :
  - Georges Vézina, 39 ans, hockeyeur sur glace canadien. (° 21 janvier 1887).
- 1933 :
  - Lionel Palairet, 62 ans, joueur de cricket anglais. (2 sélections en Test cricket). (° 27 mai 1870).
- 1947 :
  - Sydney Smith, 75 ans, joueur de tennis britannique. Vainqueur des Coupes Davis 1905 et 1906. (° 3 février 1872).

### XXesièclede1951à2000
- 1951 :
  - César Garin, 71 ans, cycliste sur route franco-italien. (° 16 décembre 1879).
- 1978 :
  - André Verger, 71 ans, joueur de rugby à XV français. (7 sélections en équipe de France). (° 28 mai 1906).

### XXIesiècle
- 2002 :
  - Tadeusz Rut, 70 ans, athlète polonais. Champion d'Europe du lancer du marteau en 1958 puis médaillé de bronze aux Jeux olympiques de 1960 à Rome. (° 11 octobre 1931).
  - Sture Stork, 71 ans, skipper suédois. Champion olympique de la course de classe 5.5 mètres aux Jeux de Melbourne en 1956 puis médaillé d'argent de la même épreuve aux Jeux de 1964. (° 25 juillet 1930).
- 2008 :
  - Jean-Marie Balestre, 86 ans, journaliste sportif puis dirigeant sportif français. Président de la FFSA de 1972 à 1996, de la FISA de 1978 à 1991 et de la FIA de 1985 à 1993. (° 9 avril 1921).
- 2016 :
  - Judy-Joy Davies, 87 ans, nageuse australienne. Médaillée de bronze du 100 mètres dos des Jeux olympiques de 1948 à Londres. (° 5 juin 1928).